# Яхимович, Иван Антонович
Иван Антонович Яхимович (Ян или Янис Яхимович) (3 января 1931, Даугавпилс, Латвия — 5 августа 2014, Даугавпилс, Латвия) — правозащитник, общественный деятель, жертва карательной психиатрии.

## Биография
Этнический поляк. Родился в многодетной (десять детей) рабочей семье. Отец — поденный рабочий, мать — прачка. Старший брат, Казимир Яхимович, участвовал во Великой Отечественной войне в составе Красной армии, погиб под Москвой, посмертно был награждён орденом Красной звезды. Один из братьев был мобилизован в Латышский легион СС, после войны подвергался репрессиям.
Учился на историко-филологическом факультете Латвийского государственного университета (1951—1956 гг.), по комсомольской путевке работал на целине (где познакомился с будущей женой), работал в одной из школ Дагдского района (Латгалия) учителем русского языка и литературы, затем инспектором районного отдела народного образования.
Член КПСС с 1961 года. Коммунист-идеалист, пытался на практике реализовать свои представления об общественном устройстве. В 1960 году стал председателем отстающего колхоза «Jaunа gvarde» («Молодая гвардия») в Латвийской ССР, чтоб вывести его в передовые. Назначил себе начальный оклад в 30 рублей в соответствии с давно к тому времени отмененным партмаксимумом. Заочно учился в Елгавской сельскохозяйственной академии, штудировал труды Маркса, Энгельса, Ленина.
Идею «возврата к ленинским нормам партийной жизни», декларированную на ХХ и ХХII съездах КПСС, положил в основание своей общественной активности. В середине 1963 года был исключен из КПСС, но решением Президиума ЦК КП Латвии был восстановлен в партии, с вынесением строгого выговора с занесением в учётную карточку. Вдохновленный реформами в Чехословакии и проектом «социализма с человеческим лицом», в январе 1968 года написал письмо в ЦК КПСС с требованием радикальных преобразований в СССР и протестом против судебного «процесса четырёх» (над обвиненными в «антисоветской агитации и пропаганде» диссидентами Юрием Галансковым, Александром Гинзбургом, Алексеем Добровольским и Верой Лашковой).

«Я не могу судить о степени виновности лиц, так или иначе подвергающихся репрессиям, ибо не располагаю достаточной информацией. Но в чём я твердо убежден и знаю — огромный вред причиняют партии и делу коммунизма в нашей стране, и не только в нашей, подобного рода процессы, какой состоялся в Московском гор. суде с 8 по 12 января с.г.
… Со времени Радищева суд над писателями в глазах передовых мыслящих людей всегда был мерзостью. Что думали наши доморощенные деятели, затыкая рот Солженицыну, придуриваясь над поэтом Вознесенским, „наказывая“ каторгой Синявского и Даниэля, впутывая КГБ в спектакли с внутренними врагами? … Не шаркуны, не поддакивающая публика (о, господи, сколько её развелось!), не маменькины сынки будут определять судьбу нашего будущего, а именно бунтари, как самый энергичный, мужественный и принципиальный материал молодого поколения. Глупо в них видеть противников советской власти, архиглупо гноить их в тюрьмах и издеваться над ними. Для партии такая линия равнозначна самоудушению. Горе нам, если мы не умеем договориться с этой молодежью. Она создаст, неизбежно создаст новую партию. Загляните немного в историю и убедитесь в этом. Нельзя идеи убить пулями, ни тюрьмами, ни ссылками. Кто не понимает этого, тот не политик, не марксист.
… Пусть „Новый мир“ снова напечатает произведения Солженицына, пусть Серебрякова издаст в СССР свой „Смерч“, а Е. Гинзбург — „Крутой маршрут“, все равно их знают и читают, чего греха таить. Я живу в провинции, где на один электрифицированный дом — десять неэлектрифицированных, где зимой-то и автобусы не могут пробраться, где почта опаздывает на целые недели. И если информация докатилась самым широким образом до нас, то можете себе представить, что мы наделали, какие семена посеяли по стране. Имейте мужество исправить допущенные ошибки, пока не впутались в это дело рабочие и крестьяне. Я хотел бы, чтобы это письмо не обошли молчанием, ибо дело партии не может быть частным делом, личным делом и тем более второстепенным делом. Я считаю своим долгом коммуниста предупредить ЦК своей партии и настаиваю, чтобы с содержанием этого письма были ознакомлены все члены ЦК КПСС».

Письмо было передано с оказией и московским участникам демократического движения. (Возможно, письмо Яхимовича было кем-то отредактировано в Москве, на что указывает его заявление 2006 г.) Около начала марта письмо было зачитано по «Голосу Америки» и другим зарубежным радиостанциям, вещавшим на СССР, и получило резонанс, как знак начавшегося в советской глубинке общественного движения. В марте Яхимович приехал в Москву, общался с диссидентами П. Литвиновым, Л. Богораз, П. Григоренко, А. Марченко, П. Якиром, В. Красиным.
Лариса Богораз:

«Я узнала об Иване Яхимовиче в 1968 году, ещё весной того же года познакомилась с ним. Он пришел в квартиру Павла Литвинова, где была и я. Очень хорошо помню то впечатление, какое он тогда произвел на меня: очень чистого, может быть, по-детски наивного человека; это впечатление усиливалось его внешностью: несколько аскетическое лицо с ясными глазами пронзительной голубизны. После первой встречи мы виделись ещё раз. Меня поразила его история: школьный учитель, он оставил „интеллигентный“ род занятий и ушёл в председатели колхоза, пытаясь вытянуть его из нищеты, — дело, по моим представлениям, заведомо безнадежное (не отсюда ли ощущение детской наивности?). Но Иван Яхимович, видимо, был из тех немногих, для кого слово превращается в нравственный императив, в конкретное практическое дело. Уж коли вступил в партию, которая обещала служить народу, защищать его интересы, — вот он и служил народу, беззаветно, бескорыстно, забывая о себе, отодвигая на второй план интересы своей семьи. Это был некрасовский тип „народного заступника“, правдоискатель. Наверное, по этой же причине он пришёл к Павлу Литвинову (чтобы искать правду вместе?). Ивану Яхимовичу было, конечно, гораздо труднее, чем нам, москвичам. У нас ведь была компания друзей, близких по духу, помогавших друг другу. Иван Яхимович вступил в борьбу со злом один, в далеком латышском селе, где крестьяне, правда, уважительно относились к своему председателю, но вряд ли понимали и разделяли его донкихотскую идею ненасильственного противостояния».
Установил контакт с группой ортодоксов-ленинцев, критиковавших существующий порядок вещей за отступление от ленинских заветов (члены — Алексей Костерин, генерал Петр Григоренко, Сергей Писарев, Валерий Павлинчук, Генрих Алтунян).
В марте 1968 г. был исключен из КПСС и из Сельскохозяйственной академии, в мае 1968 г. снят с должности председателя колхоза — в нарушение устава сельхозартели, без колхозного собрания. Работал кочегаром в санатории «Белоруссия» в г. Юрмала. В конце июля 1968 г. участники группы ленинцев (Григоренко, Яхимович и др.) подписали письмо в поддержку демократических реформ в Чехословакии и первого секретаря ЦК компартии Чехословакии А. Дубчека.
В сентябре 1968 г. у него дома был произведен обыск, он был незаконно лишен прописки. Во время обыска его три дочери-погодки 5, 6 и 7 лет стояли в саду под окном и пели «Интернационал». Были изъяты газеты, журналы, конспекты произведений Ленина, две тетради записей о событиях в ЧССР, дневник жены, неотправленное письмо в защиту П. Литвинова, реферат П. Григоренко о начальном периоде войны 1941—1945 гг. Обыск делался по подозрению в ограблении банка, хотя к тому времени уже был задержан настоящий преступник. В конце февраля 1969 г. Яхимович и Григоренко составили обращение «К гражданам Советского Союза», в котором призывали добиваться вывода советских войск из Чехословакии.
5 февраля, 19 и 24 марта 1969 г. вызывался на допрос к следователю по особо важным делам прокуратуры Ленинского района г. Риги Э. Какитису. После третьего допроса был арестован. Перед арестом написал открытое письмо «Вместо последнего слова», в котором рассказал о себе, о ходе следствия, и пытается максимально мобилизовать аудиторию, в мировом масштабе, с призывом не мириться и бороться с несправедливостью.

«Прежде всего это опасно для советской власти, когда людей лишают свободы за их убеждения, ибо так недолго и её лишить свободы. Сильные мира сего сильны потому, что мы стоим на коленях. Поднимемся же!»

Был подвергнут в Риге судебно-психиатрической экспертизе, продолженной в Москве, в Институте им. Сербского, и завершившейся принудительным лечением. Помещен в рижскую республиканскую психоневрологическую больницу (общего типа) по решению суда 15-18 апреля 1970 г. сроком на год (в сумме подвергался психиатрическим репрессиям около двух лет). Яхимовича защищала адвокат С. В. Каллистратова.
Петр Григоренко: «Человек предельной чистоты и честности, свято веривший в светлые идеалы коммунизма, вкладывавший душу и сердце в его строительство, высказался против антидемократических действий властей, за это подвергся административным и партийным гонениям, затем против него создано провокационное, целиком фальсифицированное дело, которое закончилось бессудным направлением в психиатричку».
Заключение Яхимовича в психбольницу вызвало острую общественную реакцию. Появилось коллективное письмо в защиту Яхимовича, которое подписали И. Габай, С. Ковалев и др. Григоренко предлагал создать комитет в защиту Яхимовича, но вскоре сам стал жертвой карательной психиатрии. В больнице Яхимович познакомился с Ильей Рипсом, содержавшимся там после попытки самосожжения у памятника Свободы в г. Риге в знак протеста против вторжения войск Варшавского договора в Чехословакию.
В 1971 году комиссия признала его инвалидом 2-й группы. В Даугавпилсе работал мастером лесопарков в городском комбинате благоустройства, к 700-летию Даугавпилса по его инициативе в городе и его окрестностях укоренились 100 000 саженцев. Жестко контролировались КГБ его контакты с Москвой и заграницей.
В годы Перестройки был сторонником Народного фронта Латвии, член думы Народного фронта, баллотировался в Верховный Совет и Сейм Латвии, стоял на рижских баррикадах января 1991 г. В 1990 году посетил Москву, встретился с Ларисой Богораз. С 1992 г. на пенсии, занимался как волонтер опекой жителей города, ставших безработными.
Похоронен в Даугавпилсе, на католическом кладбище.

## Семья
Жена — Ирина Сергеевна Чижова, филолог, учитель, после ареста мужа вынуждена была работать в детском саду. Дочери: Ирина, Татьяна, Виктория, Инна.